# Аполлонов Іван Іванович
Аполлонов Іван Іванович (1868, Пензенська губернія, Росія — 1915, Київ) — український композитор, диригент, церковний композитор.
Керівник хору при Михайлівському Золотоверхому монастирі в Києві (1899—1915), з 1905 — засновник, керівник і викладач курсів хорового співу й теорії музики та літніх курсів для вчителів церковно-парафіяльних шкіл при Києво-Михайлівській учительській школі. Автор духовних композицій.